# Idaea cossurata
Idaea cossurata är en fjärilsart som beskrevs av Pierre Millière 1875. Idaea cossurata ingår i släktet Idaea och familjen mätare. Inga underarter finns listade i Catalogue of Life.